# Гриневская, Александра Александровна
Александра Александровна Гриневская (20 августа 1899, Санкт-Петербург — 1976, Париж) — русско-французская актриса, художница, книжный иллюстратор. Первая жена Александра Алексеева.

## Биография[1][2]
Александра Гриневская — незаконнорождённая дочь петербургского аристократа, внучка литератора Александра Гриневского. Детство её прошло в Париже, где она жила у тётки (сестры отца). Получила домашнее образование, учась у русской и немецкой гувернанток. Уже с детства Саша проявляла артистические способности. Во время одного из вечеров в музыкальном салоне её тётки, на котором она выступала, её заметила жена Жоржа Питоева Людмила и пригласила в их театр на характерные роли. В 1921 г. Гриневская поступила актрисой в труппу Питоева. В 1923 г. вместе с труппой Питоева совершила турне по европейским странам. В то время в театре в качестве художника театральных постановок работал известный в будущем график, декоратор и режиссёр Александр Алексеев. В 1923 г. Алексеев и Гриневская поженились, у них родилась дочь Светлана (Алексеева-Роквелл), будущая художница. Вскоре после рождения дочери Гриневская оставляет сцену. Вместе с мужем она увлечённо работает в области книжной графики и создаёт яркие самобытные иллюстрации к книгам, в которых раскрывается её незаурядный художественный талант.
Гриневская иллюстрирует библиофильские малотиражные издания для «Галлимара», «Ориона», «Плеяды». Всего выходит шесть книг в её оформлении: «Два певца» («Deux artistes lyriques») В. Ларбо (1929), «Болота» («Paludes») А. Жида (1930), «Сказка о архидьяволе Бельфагоре» («L’Archidiable Belphégor») Н. Макиавелли (1930), «Тарас Бульба» («Tarass Boulba») Н. В. Гоголя (1931), «В Египте» («En Egypte») Панаита Истрати (1931), «Грозовой перевал» («Les Hauts de Hurle-Vent») Э. Бронте (1947).
В 1930-е гг. Алексеев увлекается анимацией и изобретает новый способ съёмки фильмов — с помощью игольчатого экрана. Гриневская помогает мужу в этой работе — создаёт декорации и костюмы.
В 1940 г., после оккупации Парижа немецкими войсками, она вместе с семьёй уезжает в США. Вскоре супруги разводятся, Алексеев женится на своей помощнице Клер Паркер, однако Гриневская продолжает работать вместе с бывшим мужем.
В 1946 г. Александра Гриневская вернулась в Париж. Работала в анимационной студии Этьена Райка.